# Carl Faelten
Carl Faelten   (Ilmenau, 21 de desembre de 1846 - Maranacook Lake, 20 de juliol de 1925) va ser un músic principalment autodidacte, però va estudiar música com a estudiant a Frankfurt des de 1868 fins a 1882 (des de 1878 al conservatori Hoch).
Va estar dedicat al "Peabody Institute" de Baltimore des de 1882 fins a 1885 i al "Conservatori Nova Anglaterra" de Boston des de 1885 fins a 1887. Va ser director musical del "Conservatori Nova Anglaterra" de 1890 a 1897. El setembre de 1897, Faelten va fundar el "Faoften Pianoforte. -School Teachers Seminary", també a Boston, que el 1998 tenia 350 alumnes entre aquests l'Arthur Shepherd. Va recórrer Estats Units i Alemanya com a pianista de concerts. Va ser l'autor de "The Conservatory Course for Pianists", una sèrie de llibres de text de 16 volums àmpliament utilitzada.